# Leptoctenopsis subpurpurea
Leptoctenopsis subpurpurea là một loài bướm đêm trong họ Geometridae.